# Керрі Вашингтон
Ке́ррі Мариса Ва́шингтон (англ. Kerry Marisa Washington; нар. 31 січня 1977, Бронкс, Нью-Йорк) — американська акторка, телепродюсерка та політична активістка. Найбільш відома ролями у фільмах «Рей» (2004), «Фантастична четвірка» (2005), «Останній король Шотландії» (2006) та «Фантастична четвірка: Вторгнення Срібного серфера» (2007). 2012-го виконала головну роль в телесеріалі каналу ABC «Скандал».

## Ранні роки
Народилась у Бронксі, Нью-Йорк, у сім'ї професора і брокера. Виступала в молодіжному театрі, а в 1994 році закінчила Spence School на Мангеттені. Отримала диплом з антропології та соціології в «Університеті Джорджа Вашингтона», котрий закінчила у 1998 році. Вона також вчилась у студії Майкла Говарда в Нью-Йорку. У 1994 році виграла національну програму YoungArts, що має на меті розвиток талантів молодих митців.

## Кар'єра

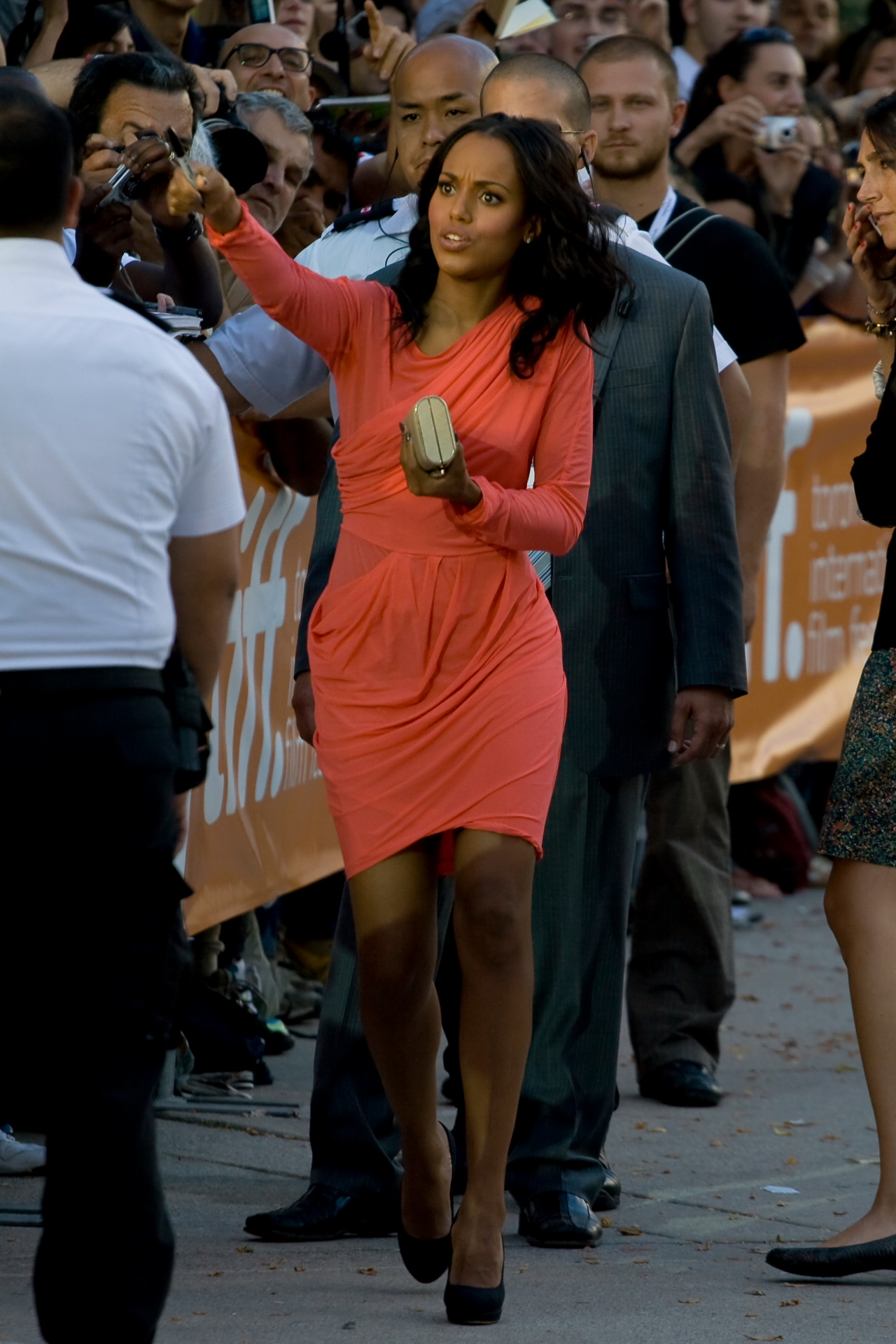
Вашингтон в 2009 році на Кінофестивалі у Торонто

Дебютувала в 1994 році на зйомках у телефільмі каналу ABC «Magical Make-Over». З'явилась у ще кількох проєктах, поки не досягла першого успіху в незалежному фільмі «Наша пісня» у 2000 році, за роль у якому отримала визнання критики.
Вашингтон продовжувала зніматися у фільмах, таких як «Збережи останній танець», «Зіпсована репутація», «Вона ненавидить мене», «Рей», «Містер і місіс Сміт», «Бешкетник», «Здається, я кохаю свою жінку», а також втілила дружину угандійського диктатора Іді Аміна у фільмі 2006 року «Останній король Шотландії». Також мала повторну роль у серіалі «Юристи Бостону».
Разом із Скарлетт Йоганссон, Євою Лонгорією та Даутцен Крус є обличчям косметичного бренду «L'Oreal».
У 2009 році Керрі Вашингтон зняла документальний фільм, а в 2010 дебютувала на Бродвеї у постановці Девіда Мемета «Перегони».

## Особисте життя
З 2004 до 2007 рік була заручена з актором Девідом Москоу. У 2013 одружилася з гравцем НФЛ, актором та продюсером Ннамді Асомуа. У 2014 році народила доньку Ізабеллу, а у 2016 - сина Калеба.

## Політика
Вашингтон — політична активістка і була активною прибічницею кандидата у президенти США Барака Обами. Вона також була активісткою компанії «Green America».

## Фільмографія
- 1994 — Magical Make-Over — Хіттер
- 1996 — Standard Deviants — Керрі
- 2000 — «Наша пісня» / Our Song — Ланіша Браун
- 2000 — 3D — Енжі
- 2001 — «Збережи останній танець» / Save the Last Dance — Шеніль Рейнольдс
- 2001 — Lift — Ніїсі
- 2002 — Take the A Train — Кейша
- 2002 — «Погана компанія» / Bad Company — Жулі
- 2003 — «Сполучені штати Ліланда» / The United States of Leland — Аїша
- 2003 — «Заплямована репутація» / The Human Stain — Еллі
- 2003 — «Помста» / Sin — Кессі
- 2004 — «За канатами» / Against the Ropes — Рені
- 2004 — «Особистий досмотр» / Strip Search
- 2004 — «Вона ненавидить мене» / She Hate Me — Фатіма Гудріч
- 2004 — «Рей» / Ray — Делла Біа Робінсон
- 2005 — «Сексуальне життя» / Sexual Life — Розалі
- 2005 — «Містер і місіс Сміт» / Mr. & Mrs. Smith — Жасмін
- 2005 — «Фантастична четвірка» / Fantastic Four — Алісія Мастерс
- 2005 — «Чекай» / Wait — Меггі
- 2006 — «Останній король Шотландії» / The Last King of Scotland — Кай Амін
- 2006 — «Пустун» / Little Man — Ванесса Едвардс
- 2006 — «Мертва дівчина» / The Dead Girl — Розетта
- 2007 — «Фантастична Четвірка 2: Вторгнення Срібного серфера» / Fantastic Four: Rise of the Silver Surfer — Алісія Мастерс
- 2007 — «Здається, я кохаю свою жінку» / I Think I Love My Wife
- 2008 — «Ясновидець» / Psych (Епізод: There's Something About Mira)
- 2008 — Woman in Burka
- 2008 — «Небезпечно жити на Лейкв'ю» / Lakeview Terrace
- 2008 — «Чудо святої Анни» / Miracle at St. Anna
- 2008 — «Веселе життя у Кректауні» / Life Is Hot in Cracktown
- 2009 — The People Speak
- 2010 — «Мать і дитя» / Mother and Child
- 2010 — «Пісні про любві» / For Colored Girls
- 2010 — Night Catches Us
- 2011 — «Скандал» / Scandal
- 2012 — «Тисяча слів» / A Thousand Words
- 2012 — «Джанго вільний» / Django Unchained
- 2024 — Батальйон 6888 / The Six Triple Eight